# Круглоносый плавунчик
Круглоносый плавунчик (лат. Phalaropus lobatus) — вид небольших болотных птиц семейства бекасовых (Scolopacidae). Подвидов не выделяют.

## Ареал
Обитает в арктических районах Северной Америки и Евразии. На зиму мигрирует и, что необычно для болотных птиц, зимует на берегах тропических морей.

## Описание
Круглоносый плавунчик — самый мелкий представитель рода плосконосых плавунчиков, достигает длины 18—20 см и массы от 28 до 48 г; размах крыльев варьирует от 32 до 41 см. В основном оперении (вне сезона размножения) у представителей обоих полов голова белая, за исключением чёрной полосы, проходящей через глаз и позади него; на макушке и затылке тёмное пятно. Нижняя часть тела белого цвета, иногда с серыми пятнами по бокам груди и тела; верхняя часть тела серая, перья на лопатках и по краям мантии с белой бахромой. В брачном оперении самки преимущественно тёмно-серые сверху, с каштановой шеей и грудкой, чёрным лицом и белым горлышком. Самец окрашен менее ярко.
У молодых особей обоих полов полоска через глаз, макушка, затылок, верхняя часть тела и хвост тёмно-коричневые; бока и передняя часть шеи от розовато-рыжего до коричневато-коричневого цвета; перья на лопатках, большие кроющие перья крыла и третьестепенные маховые перья с блестящей оранжево-золотистой окантовкой; грудь светло-коричневого цвета, остальная нижняя часть тела белая.

## Питание
Во время кормления круглоносый плавунчик часто плавает маленьким быстрым кругом, образуя небольшой водоворот. Считается, что такое поведение помогает кормлению, поднимая пищу со дна мелководья. Птица проникает в центр водоворота своим клювом, ощипывая пойманных там мелких насекомых или ракообразных. Во время миграции некоторые стаи останавливаются в открытых водах в устье залива Фанди, чтобы найти пищу, взбудораженную приливами.

## Размножение
Как и у всех остальных видов плосконосых плавунчиков, типичные роли самки и самца в половом поведении инвертированы. Самки более крупные и яркоокрашенные, чем самцы. Самки завлекают самцов, конкурируют за территорию и агрессивно защищают гнездо и выбранного самца. Отложив яйца, они мигрируют на юг, оставляя самцов насиживать кладку и заботиться о птенцах.
Гнездо располагается на земле в болотистой местности. В кладке 1—6 яиц (обычно 3—4). Яйца светло-оливкового, зелёного или тёмно-оливково-коричневого цвета с крупными пятнами неправильной формы в сочетании с обильными мелкими отметинами; пятна чёрного или черновато-коричневого цвета. Инкубация яиц продолжается 17—29 дней. Птенцы покидают гнездо вскоре после рождения и высыхания (через 12—30 часов после выклева первого птенца) и сразу могут ходить, бегать, плавать и самостоятельно находить пищу.
Почти всё время вне периода гнездования проводят в открытой воде.

## Охрана вида
Круглоносый плавунчик является одним из видов, которые охраняются Соглашением об охране афро-евразийских мигрирующих водно-болотных птиц.